# Sedlo (České středohoří)
Sedlo (také Vysoké levínské sedlo či Levínské sedlo, německy Geltschberg) je vrch vysoký 727 m n. m. nacházející se nedaleko od Liběšic v Českém středohoří v okrese Litoměřice v Ústeckém kraji. Je známý též pod starším názvem Jelečský vrch nebo Jelečská hora. Samotný vrchol hory navštívil také císař Josef II., syn Marie Terezie.

## Přírodní poměry
Relativně vysoká hora tvořená trachybazaltem má dva výrazné vrcholy vrcholy, která z dálky svým tvarem může připomínat jezdecké sedlo. Hřbet je tvořen povrchově vyvřelým tefritem, který je typický pro České středohoří, ale i další místa v Česku, například Ralsko nebo Kunětická hora. V místě nejvyššího bodu se stýkají úzké strukturní hřbety, na jejichž úbočích lze pozorovat procesy a následky svahových pohybů a mrazového zvětrávání horniny, jako jsou mrazové sruby, deskovitá a sloupcová odlučnost horniny, kamenná moře nebo balvanové haldy.
Vyšší vrchol se nazývá Sedlo nižší vrcholek pak Malé Sedlo (541 m n. m.). Mezi nimi ještě leží Baba (625 m n. m.). Vrchol Malého Sedla je znělcový. Na západním úpatí Sedla se také nachází menší vrch Litýš (491 m n. m.) se stejnojmennou zříceninou hradu. Vrch Sedlo je viditelný z mnoha míst v dolním Polabí i odjinud, tvoří přirozenou přírodní dominantu obci Liběšice i městu Úštěk.

### Kamenný amfiteátr
Téměř na vrcholu hřebene Sedla se nachází Kamenný amfiteátr, což je sada kamenů vzniklých díky sloupcové odlučnosti živičného tefritu při vychládání magmatu, podobně jako známější čedičové varhany.

## Ochrana přírody
Celý vrchol hory je chráněn jako národní přírodní rezervace Sedlo v CHKO České středohoří, v níž platí zákaz pohybu mimo značené cesty. Důvodem ochrany jsou zbytky původních listnatých lesů se vzácnou květenou (hvězdnice alpská) i živočichy (lejsek černohlavý).
Rozloha chráněného území je 42,2 ha.

## Přístup
Na vrchol vede zeleně značená turistická trasa z Třebušína do Levína, na kterou se na úpatí napojují žlutě značená trasa z Liběšic a červeně značená trasa z Třebušína do Úštěka.

## Odkaz v kultuře
Krajina kolem Sedla se objevila ve filmu Páni kluci režisérky Věry Plívové-Šimkové.

## Galerie

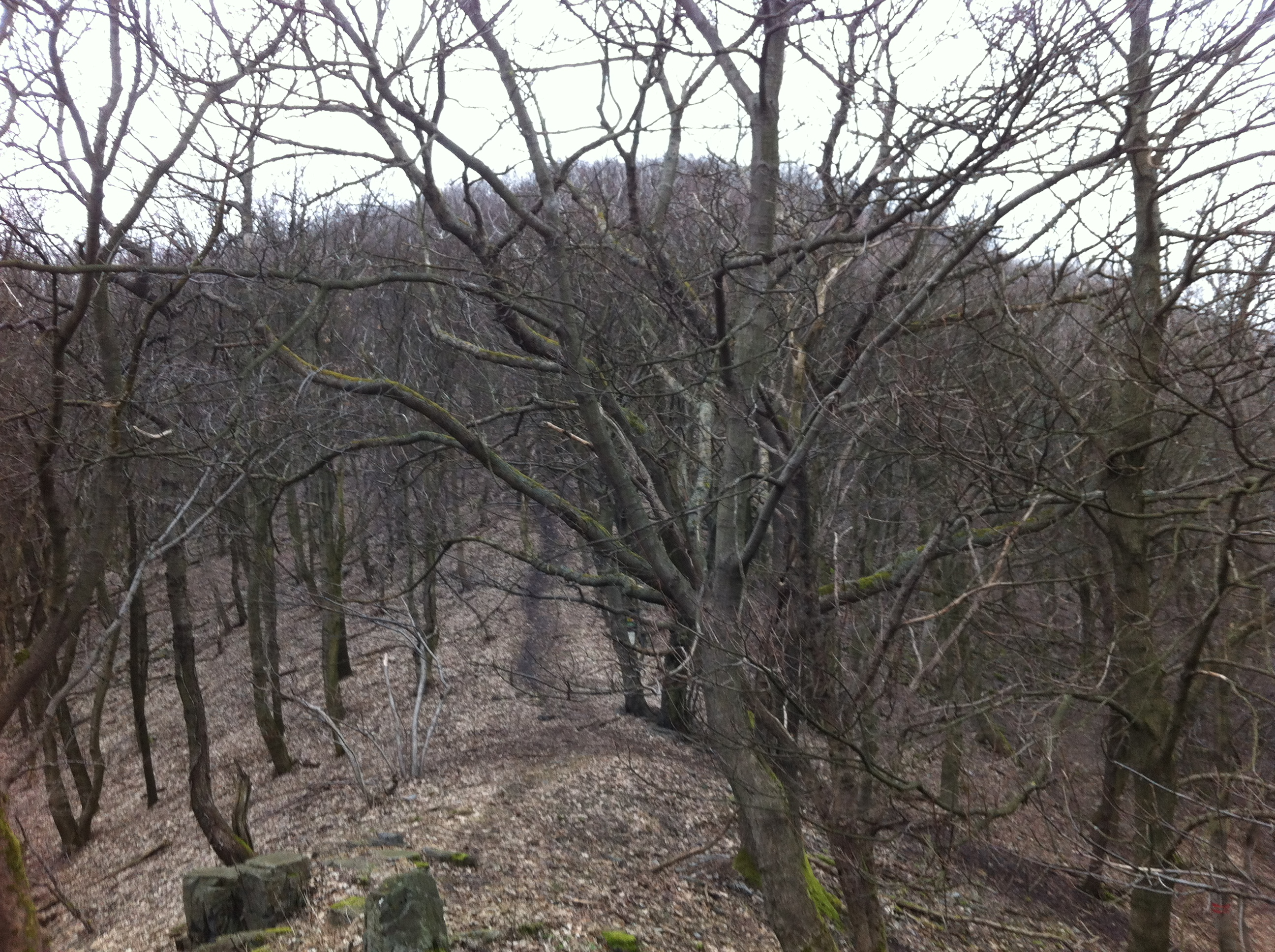
Výstup na Sedlo
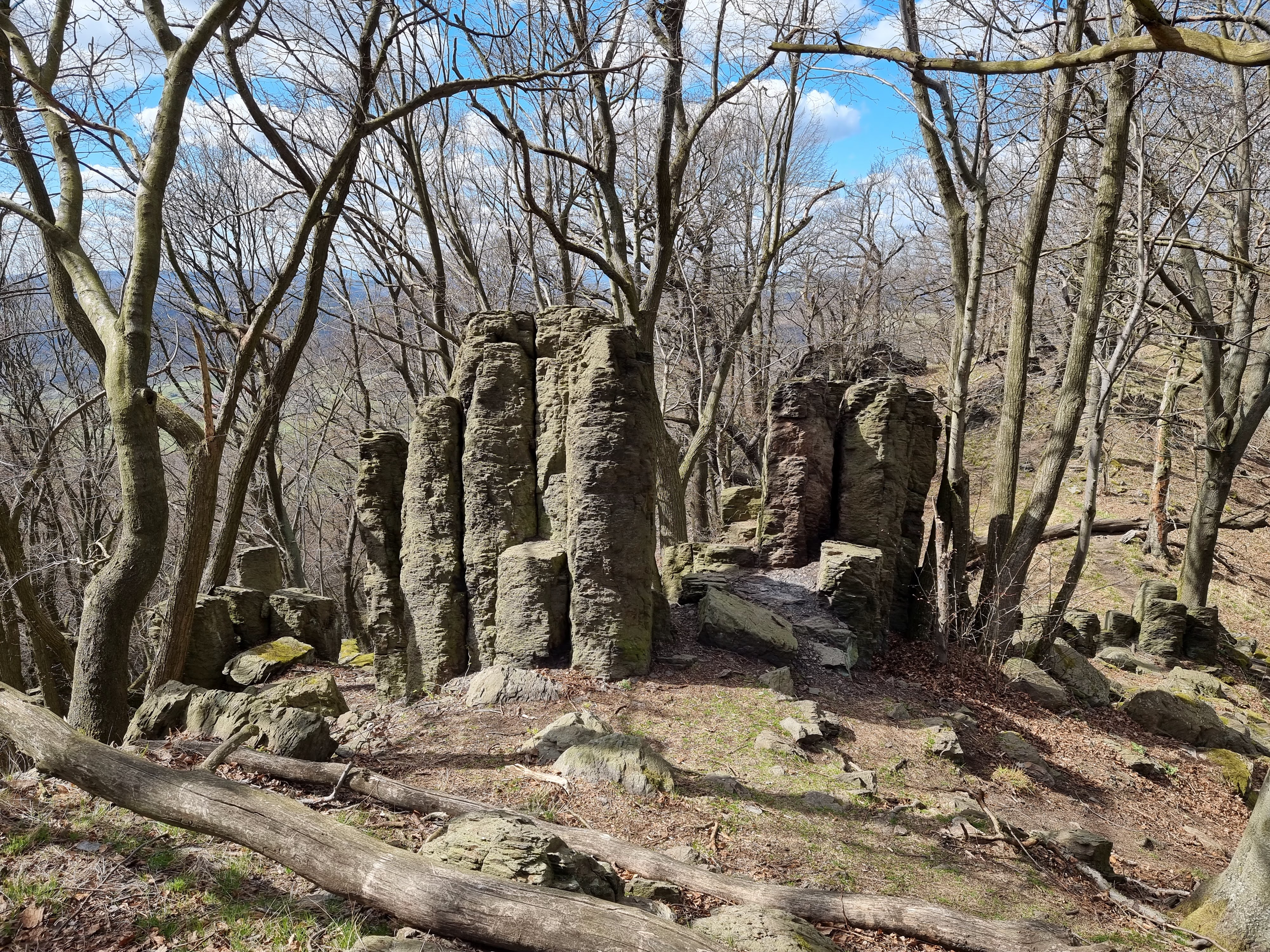
Tefritové sloupy
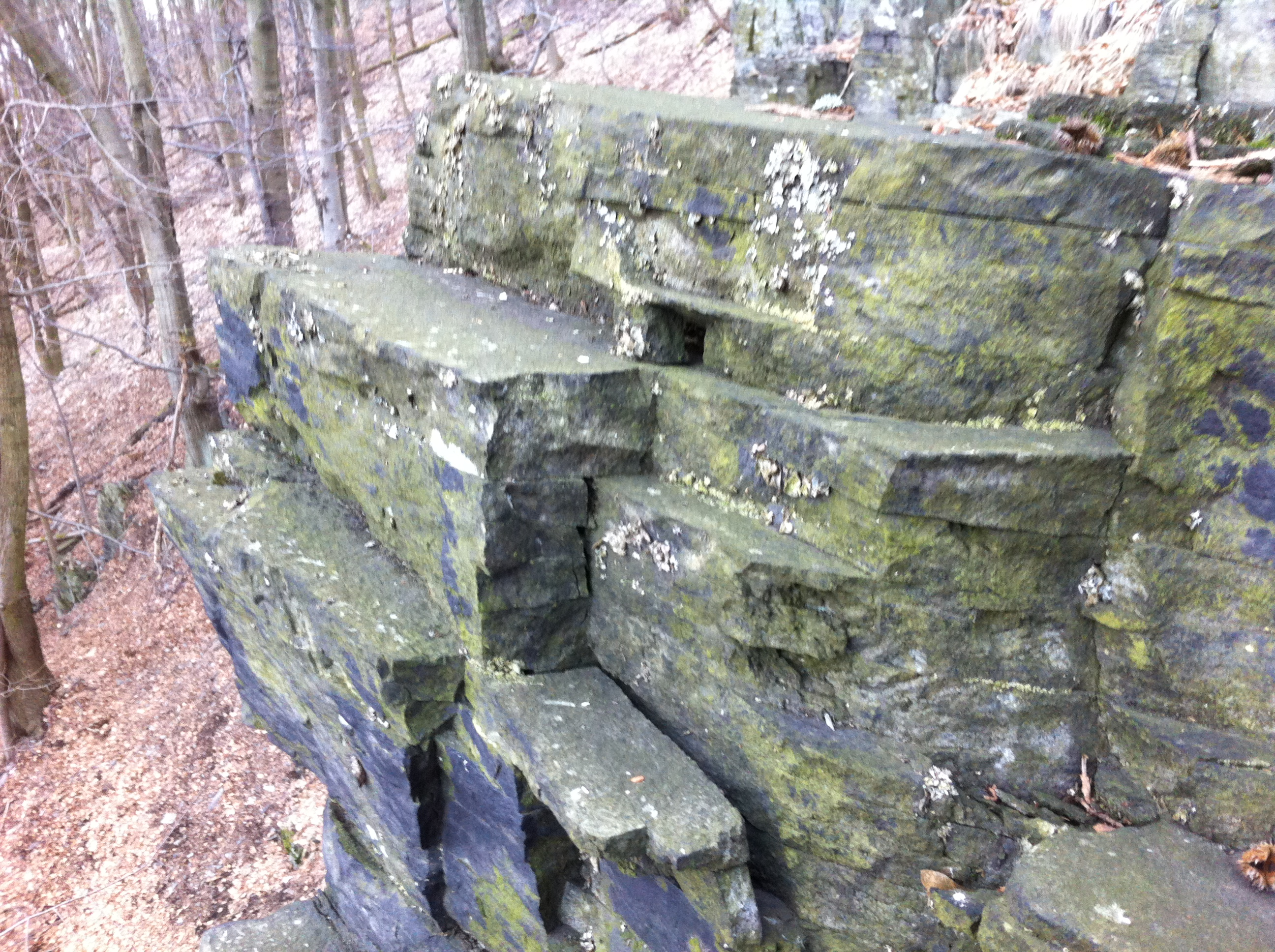
Tefritový blok Sedla
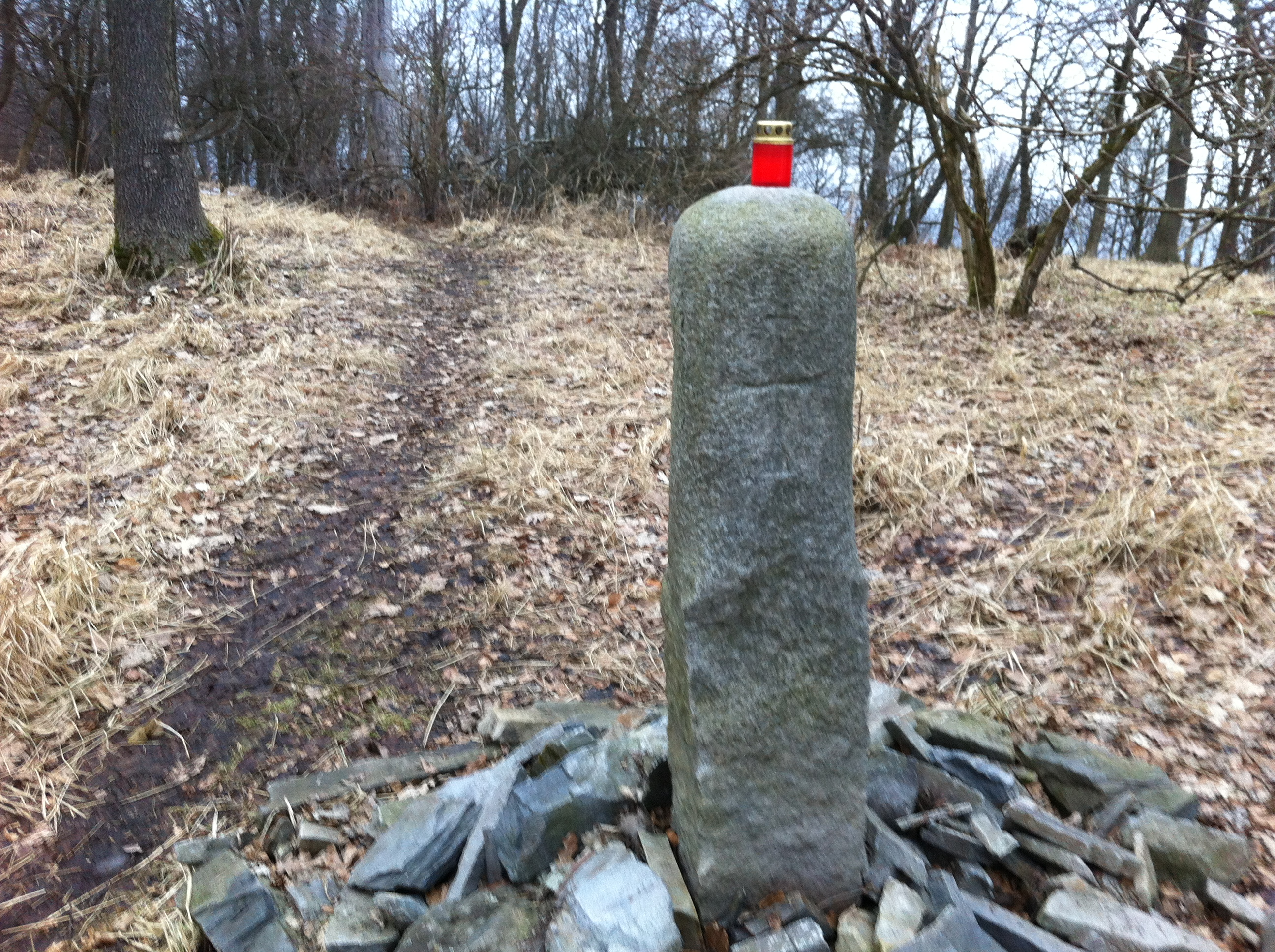
Kamenný křížek na vrcholu Sedla u Jelče
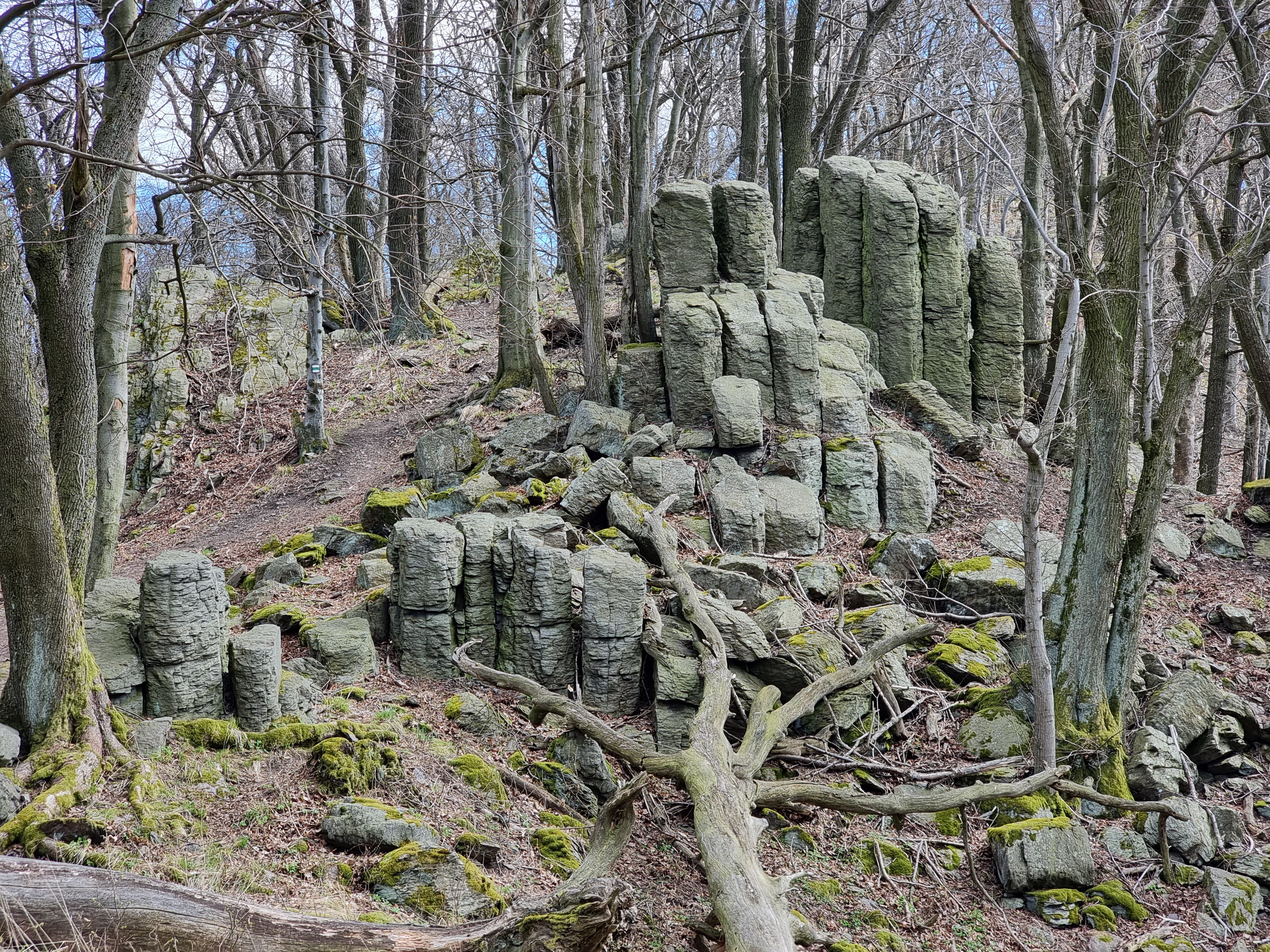
Kamenný amfiteátr na hřebeni Sedla